# 二階堂行実
二階堂 行実（にかいどう ゆきざね）は、鎌倉時代前期から中期にかけての御家人。鎌倉幕府政所執事・引付衆。二階堂氏6代当主。

## 略歴
嘉禎2年（1236年）、二階堂行泰の子として誕生。
文永2年（1265年）、鎌倉幕府政所執事、引付衆となる。文永5年（1268年）従五位下、信濃守に叙爵。文永6年（1269年、死去。